# Шамболь-Мюзиньи
Шамбо́ль-Мюзиньи́ (фр. Chambolle-Musigny) — коммуна во Франции, находится в регионе Бургундия. 
Департамент коммуны — Кот-д’Ор. Шамболь-Мюзиньи входит в состав кантона Жевре-Шамбертен. Округ коммуны — Дижон. Код INSEE коммуны — 21133.

## История
Шамболь издавна славится своим великолепным красным вином, особенно происходящим с двух виноградников экстра-класса (grand cru): Мюзиньи (вино Шамболь-мюсиньи) и Les Bonnes Mares. Мюзиньи, имеющий площадь 10 гектаров и прозванный «королевой бургундского вина», засажен чёрным виноградом пино-нуар, однако 10 % его продукции составляет всё-таки вино белое. Среди дюжины виноделен, которые работают на этом винограднике, — такие именитые, как Domaine Leroy, Maison Louis Jadot и Maison Joseph Drouhin. По состоянию на февраль 2023 года средняя цена бутылки красного вина Domaine Leroy Musigny Grand Cru составляет $40 000 — это самое дорогое вино в мире.
В 1882 году к названию села Шамболь было добавлено название знаменитого виноградника Мюзиньи. Так образовалось нынешнее название коммуны.

## Население
Население коммуны на 2010 год составляло 313 человек.
| 1962 | 1968 | 1975 | 1982 | 1990 | 1999 | 2010 |
| ---- | ---- | ---- | ---- | ---- | ---- | ---- |
| 444  | 455  | 403  | 364  | 355  | 313  | 313  |

## Экономика
В 2010 году среди 192 человек трудоспособного возраста (15—64 лет) 143 были экономически активными, 49 — неактивными (показатель активности — 74,5 %, в 1999 году было 76,4 %). Из 143 активных жителей работали 133 человека (69 мужчин и 64 женщины), безработных было 10 (6 мужчин и 4 женщины). Среди 49 неактивных 24 человека были учениками или студентами, 15 — пенсионерами, 10 были неактивными по другим причинам.